# Kali Malone
Kali Malone (* 1994 in Denver) ist eine in Schweden lebende US-amerikanische Komponistin und Organistin.

## Leben
Malone wuchs größtenteils in Denver, Colorado auf. Sie erhielt Unterricht in klassischer Vokalmusik und absolvierte bereits mit 13 Jahren erste Auftritte. Nach einer Zwischenstation in Massachusetts zog sie 18-jährig nach Stockholm. An der Königlichen Musikhochschule Stockholm studierte sie elektroakustische Komposition und arbeitete mit Ellen Arkbro, Caterina Barbieri und Maria W. Horn zusammen. Während des Studiums befasste sich Malone intensiver mit der Orgel und machte eine Ausbildung zur Orgelstimmerin. Malone ist mit dem Gitarristen Stephen O’Malley verheiratet.
Die Kompositionen von Kali Malone können der Minimal Music zugeordnet werden. Mit sich langsam entwickelnden, minimalistischen Orgel-Kompositionen auf dem 2019 erschienenen Album The Sacrificial Code wurde Malone bekannt. Bei den Kompositionen des Nachfolgealbums Living Torch kamen neben elektronischen Instrumenten die Posaune und Bassklarinette zum Einsatz. Die 2023 veröffentlichte Aufnahme Does Spring Hide Its Joy enthält Kompositionen für Sinusoszillator, Cello und Gitarre, die weder Melodien noch Rhythmen enthalten und aus lang gehaltenen Tönen, sogenannten Bordunen oder Drones bestehen. Das Album erreichte auf den Billboard-Classical-Crossover-Charts den vierten Platz. Das 2024 veröffentlichte Album All Life Long enthält 12 Stücke für Chor, Blechbläser und Pfeifenorgel. Die nach liturgischem Gesang klingenden und von dem Macadam Ensemble interpretierten Vokalstücke verwenden Texte des italienischen Philosophen Giorgio Agamben sowie Gedichte von Arthur Symons und James Russell Lowell.

## Diskographie
- Velocity of Sleep (XKatedral & Bleak Environment, 2017)
- Cast of Mind (Hallow Ground, 2018)
- Organ Dirges 2016–2017 (Ascetic House, 2018)
- The Sacrificial Code (Ideal Recordings, 2019)
- Living Torch (Portraits GRM, 2022)
- Does Spring Hide It’s Joy (Ideologic Organ, 2023) mit Stephen O’Malley und Lucy Railton
- All Life Long (Ideologic Organ, 2024)